# فلز نزر

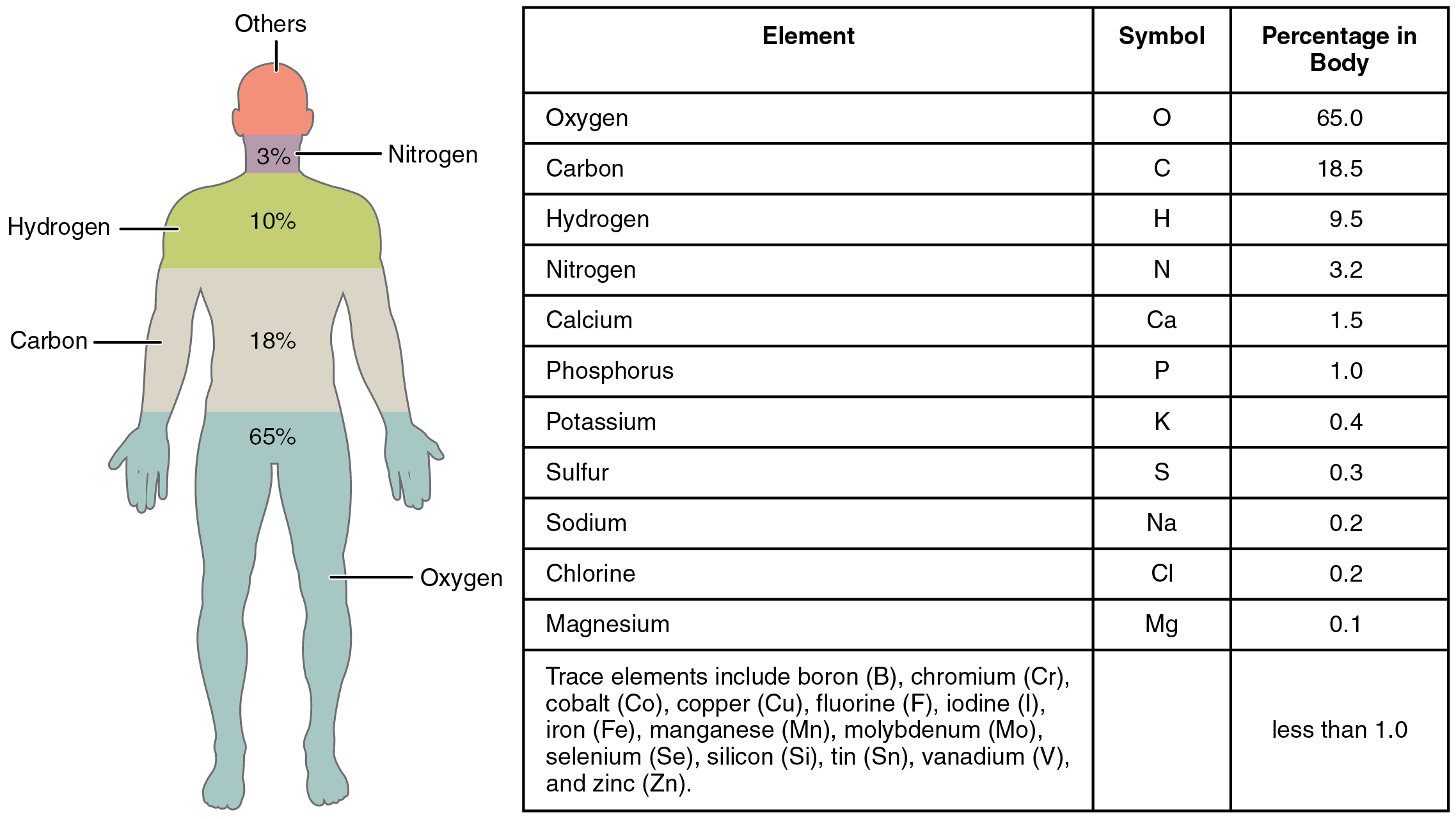

الفلزات النزرة هي عبارة عن فلزات تتواجد بكميات قليلة جدًا في أنسجة وخلايا الحيوان والنبات. وهي من الأشياء الضرورية في علمي التغذية والفيزيولوجيا. وفي حال ابتلاع أو التعرض لكميات كبيرة منها، عادة ما تكون سامة. وفي نفس الوقت فإن وجود مستويات متدنية منها في البلازما أو في الأنسجة قد يؤدي إلى التعرض للأمراض كذلك؛ كما هو الحال في حال نقص الحديد.
تشمل المعادن النزرة كلاً من الحديد والماغنسيوم والليثيوم والزنك والنحاس والكروم والنيكل والكوبالت والفاناديوم والزرنيخ والموليبدنوم والمنغنيز والسيلينيوم وفلزات أخرى.
وتُستنفد هذه المعادن النزرة خلال استهلاك الطاقة بواسطة عمليات التمثيل الغذائي داخل أجسام الكائنات الحية. وتتجدد في أجسام الحيوانات من خلال تناول الغذاء وكذلك التعرض لعوامل البيئة كما تتجدد في النبات من خلال امتصاص المواد الغذائية من التربة التي ينمو فيها النبات.
وتحتوي كل من أقراص الفيتامينات وأنواع السماد على معادن نزرة كمصادر إضافية للمعادن النزرة.
وأحيانا نُسمي المعادن النزرة بالعناصر النزرة، بالرغم من أن الأخيرة فئة أوسع. انظر أيضًا معادن غذائية.
على الرغم من أن المعادن النزرة المطلوبة بكميات قليلة يتم تناولها في الغذاء نظرا لحاجة الجسم إليها لأداء بعض الوظائف المعينة إلا أن الإفراط في تناولها يسبب مشاكل مختلفة. فعلى سبيل المثال، الفلور من العناصر المطلوبة لتشكيل العظام وتزويد الأسنان بالمينا. بالرغم من ذلك ففي حال تعاطي كميات كبيرة منه بسبب تواجده بوفرة في المياه الجوفية في بعض المناطق فإنه يتسبب في الإصابة بمرض يسمى «التسمم بالفلور», وهو مرض يسبب تشوهات العظام واصفرار الأسنان.